# Rosilicie Ochoa Bogh
Rosilicie Ochoa Bogh (California, 30 de junio de 1972) es una política, empresaria y ex educadora estadounidense que se desempeña como miembro del Senado del Estado de California por el distrito 23. Fue elegida en 2020, asumió el cargo el 7 de diciembre de 2020.

## Primeros años
Bogh nació en California, hija de inmigrantes mexicanos. De niña, vivió en Hawái, México y Florida antes de establecerse en San Bernardino. Se graduó de San Bernardino High School y de la Universidad de California en Santa Bárbara. Bogh luego obtuvo su credencial de enseñanza de la Universidad Estatal de California en San Bernardino.

## Carrera
Después de graduarse de la UC Santa Bárbara, Bogh trabajó como profesora de inglés. También sirvió en la Junta Escolar del Distrito Escolar Unificado Conjunto de Yucaipa-Calimesa. Desde entonces, Bogh ha trabajado como agente de bienes raíces en Yucaipa.
En julio de 2019, Bogh anunció su candidatura para el Senado del Estado de California. En la primaria general no partidista, ocupó el segundo lugar en un campo de cinco candidatos, superando al conservador Lloyd White, concejal de la ciudad de Beaumont. En las elecciones generales de noviembre, derrotó a la candidata demócrata, la síndica de la Junta Escolar de San Bernardino, Abigail Medina, y asumió el cargo el 7 de diciembre de 2020.

## Vida personal
Bogh conoció a su esposo, Greg Bogh, mientras asistían a San Bernardino High School. Greg Bogh también es miembro del Concejo Municipal de Yucaipa. Tienen tres hijos y viven en Yucaipa, California.